# Sui Xinmei
Sui Xinmei, född den 29 januari 1965, är en kinesisk före detta friidrottare som tävlade i kulstötning.
Xinmei deltog vid inomhus-VM 1991 där hon vann guld med en stöt på 20,54. Hon blev senare avstängd två år för doping. Hon var tillbaka till VM i Stuttgart där hon slutade fyra. Under 1995 blev hon femma både vid inomhus-VM i Barcelona och utomhus-VM i Göteborg. Hennes sista stora mästerskap var Olympiska sommarspelen 1996 då hon blev silvermedaljör med en stöt på 19,88.

## Personligt rekord
- Kulstötning - 21,66 meter